# Trombidioidea
Trombidioidea  (лат.) — надсемейство клещей из надотряда Acariformes (Prostigmata).

## Описание
Многие представители этой группы выделяются среди прочих клещей яркой, чаще оранжево-красной окраской тела. Личинки паразиты (питаются гемолимфой насекомых), а взрослые стадии хищные. Проходят стадии развития: яйцо, предличинка, личинка, протонимфа, дейтонимфа, тритонимфа, взрослые (самцы или самки).

## Классификация
Иногда к семействам этой группы добавляют все семейства из близкого надсемейства Trombiculoidea (Audyanidae, Johnstonianidae, Neotrombidiidae, Trombellidae, Trombiculidae, Walchiidae, Vatacaridae).
- Семейство Achaemenothrombiidae Saboori, Wohltmann & Hakimitabar, 2010 (1 род, 2 вида)[4]
- Семейство Eutrombidiidae, или в составе Microtrombidiidae[4][5]
- Семейство Microtrombidiidae Thor, 1935 (126 родов, 437 видов)[4]
- Семейство Neothrombiidae Feider, 1959 (16 родов, 25 видов)[4]
- Семейство Podothrombiidae, или в составе Trombidiidae[4][6]
- Семейство Trombidiidae Leach, 1815 (25 родов, 253 вида)[4] или Клещи-краснотелки
- Семейство Yurebillidae Southcott, 1996 (1 вид), или в отдельном надсемействе Yurebilloidea[4]